# Vízkelety Imre
Vízkeleti és szeptencz-újfalusi Vízkelety Imre (Újarad, 1819. január 21. – Pécs, 1895. április 25.) festőművész, magyar királyi pénzügyi titkár. Vízkelety Béla testvére.

## Élete
Vízkelety Ignác megyei tisztviselő és tachvári Tahy Klára fia. Testvérei Gusztáv, Ignác és  Béla. A gimnáziumot Aradon, a jogot Temesvárt, Nagyváradon és Pesten végezte. A festészetre adta magát és 1840. december 22-én Bécsbe utazott. Műutazást tett Olaszországban, Münchenben és Párizsban. 1845-ben államszolgálatba lépett és 1848-ban Vizesdián (Torontál megye) mint kincstári tisztviselő működött. 1850-51-ben kincstári pénztáros volt, 1852-ben pedig Lugosra osztatott be pénzügyfogalmazónak. 1857-ben kerületi biztosnak Újvidékre nevezték ki. 1867. április 23-án Pécsett pénzügyi titkárfelügyelőségi főnöki helyettessé lépett elő. 1884-ben nyugalomba vonult. Szabadidejében oltárképek, arcképek és, tájképek festésén dolgozott. Műveit a Magyar Nemzeti Galéria őrzi.
Cikke a Pécsi Figyelőben (1887. 28., 30. sz. Pompéji).

## Munkái
- Kézikönyv a magyar kir. pénzügyőrség számára. (3. bőv. és jav. kiadás.) Magyarította. Pécs, 1868.
- A sörfőzés, annak műtana és ellenőrzése. Uo. 1869.
- Kalauz Rómába és Olaszországba utazók számára. Uo. 1881. Három füzet.